# ケン・グリフィー・ジュニア
ジョージ・ケネス・グリフィー・ジュニア（George Kenneth Griffey Jr., 1969年11月21日 - ）は、アメリカ合衆国ペンシルベニア州ドノラ出身の元プロ野球選手（外野手、指名打者）。愛称は"ジュニア"（"Junior"）、"ザ・キッド"（"The Kid"）。
2011年にコミッショナー特別表彰を受け、2016年には史上最高の得票率（当時）でアメリカ野球殿堂入りを果たした。

## 経歴

### プロ入り前
ペンシルベニア州ドノラに生まれ、シンシナティで育った。タフィ・ローズとは幼馴染で、いつも一緒に野球をプレーし、家族ぐるみの付き合いでもあったという。父ケン・グリフィー・シニアの打撃成績を毎日チェックし、ラジオ中継を聴いていた。リトルリーグではアウトになることがほとんどなく、アウトになると悔し涙を流すほどだった。
モーラー高校に進学し、野球とアメリカンフットボールをプレイ。特に才能を発揮したのは野球の方で、2年連続で所属リーグのプレイヤー・オブ・ザ・イヤーに輝いている。

### プロ入りとマリナーズ時代
1987年のMLBドラフト1巡目（全体1位）でシアトル・マリナーズから指名を受け入団。父のシニアは当時現役で、2世選手に対する風当たりは強く、人種差別を受けたため自殺を図ったこともあった。
ショートシーズンA級で54試合に出場して打率.313、14本塁打、40打点、13盗塁を記録。
1988年にはアドバンスドA級に昇格、58試合に出場して打率.338、11本塁打、42打点、32盗塁の好成績を残し、シーズン終盤にAA級に昇格した。
1989年のスプリングトレーニングでは打率.359、2本塁打を記録し、33安打、21打点、15試合連続安打は球団のスプリングトレーニング新記録となるなど活躍、開幕メジャー入りを果たした。4月3日のオークランド・アスレチックス戦で、19歳4カ月の若さでメジャーデビュー。初打席で二塁打を記録し、4月23日から26日にかけて球団タイ記録となる5試合連続複数安打を記録した。7月23日時点でメジャー新人選手3冠となる打率.287、13本塁打、45打点を記録していたが、7月25日から8月20日にかけて小指の負傷により故障者リスト入りし、復帰後は調子を落とした。シーズン通算で127試合に出場し、打率.264、16本塁打、61打点を記録。新人王の投票ではグレッグ・オルソン、トム・ゴードンに次ぐ3位に入った。
1990年は中堅手のレギュラーを獲得。4月26日のニューヨーク・ヤンキース戦では、ジェシー・バーフィールドの通算200号本塁打となるはずだった打球をフェンスに登って捕球し阻止するというプレーもあった。オールスターゲームの投票では、ホセ・カンセコに次ぐリーグ2位の2,159,700票を集め、1955年のアル・ケーラインに次いで史上2番目の若さで選出され、「5番・中堅手」で先発出場を果たした。父シニアが8月24日に成績不振のためレッズを解雇され、その5日後にマリナーズと契約を結び、8月31日のカンザスシティ・ロイヤルズ戦で史上初めて親子が同時にスターティングメンバーに名を連ねた。更に9月14日には初回に親子での2者連続本塁打も達成した。自身初のゴールドグラブ賞を1968年のジョニー・ベンチに次ぐ史上2番目の若さで受賞。この年の日米野球にも親子揃って選出され、来日している。
1991年には自己ベスト、リーグ4位の打率.327を記録し、7月23日には自身初となる満塁本塁打を放ち、9月30日のダブルヘッダー初戦でMLB史上12番目の若さで100打点に到達。初のシルバースラッガー賞と2度目のゴールドグラブ賞を受賞した。同年シニアは引退。現役生活は19年だった。
1992年は6月8日のテキサス・レンジャーズ戦の死球の影響で翌日から故障者リスト入りしたが、6月25日に復帰。142試合に出場し、2年連続の3割、20本塁打、100打点を記録し、3度目のゴールドグラブ賞を受賞。また、オールスターゲームでは当時シカゴ・カブスに所属していたグレッグ・マダックスから本塁打を放つなど、3打数3安打でMVPを受賞している。9月30日のミルウォーキー・ブルワーズ戦で3点本塁打を放ち、球団史上初めて2年連続100打点を達成した。
1993年は113得点、359塁打、45本塁打は球団記録となった。6月15日のロイヤルズ戦で史上6番目の若さで通算100本塁打を達成し、7月には8試合連続本塁打のMLBタイ記録を達成した。そして9月1日に球団史上初の40本塁打を達成し、45本まで記録を伸ばしたが、本塁打王にはフアン・ゴンザレスに1本及ばなかった。
1994年は4月に球団月間新記録となる20打点を記録し、5月31日までにミッキー・マントルの20本塁打（1956年）を上回る22本塁打を放ち、MLB新記録となった。5月23日に通算153本塁打を放ち、新人だった時の目標である父の152本塁打を上回った。6月12日には球団新記録となる通算161本塁打目を放ち、6月30日までにベーブ・ルースの30本塁打（1928年、1930年）を上回る32本塁打を放ち、MLB新記録となった。オールスターゲームのファン投票では1977年にロッド・カルーが記録した4,292,740票を更新する史上最高の6,079,688票を集めた。ストライキによりシーズンは8月12日限りで打ち切られたが、40本塁打を記録して球団史上初の最多本塁打のタイトルを獲得した。MVPの投票ではフランク・トーマスに次いで2位に入った。
1995年5月26日、守備でフェンスに激突した際に左手首を痛めて全治3カ月の大怪我をした。そのため、オールスターゲームではファン投票で選出されたが、辞退せざるを得なかった（野茂英雄はグリフィーを「近鉄で同僚だった新井宏昌とラルフ・ブライアントの両者の長所をミックスした男」と評し最も対戦を楽しみにしていた）。8月15日に復帰を果たし、その日に史上7番目の若さで通算1000本安打を達成。プレーオフでは6本塁打を記録するなど活躍したものの、チームはリーグチャンピオンシップシリーズでクリーブランド・インディアンスに敗退した。同年は72試合の出場に終わったが、ゴールドグラブ賞を受賞している。
1996年5月21日史上7番目の若さで通算200本塁打を達成した。6月19日に右手の有鈎骨を骨折し、約3週間の離脱を余儀なくされたが、それでも自己の持つ球団記録を更新する49本塁打を記録した。
1997年4月にMLB新記録の月間13本塁打を放ち、9月7日に史上15人目となるシーズン50本塁打を達成した。打率.304、56本塁打、147打点を記録し、2度目の本塁打王、初の打点王を記録した。オフには初のMVPを満票で受賞した。これは史上13人目の快挙である。チームも地区優勝を果たした。
1998年4月13日に史上2番目の若さで通算300本塁打を、9月25日に史上最年少で通算350本塁打を達成した。56本塁打を放ち2年連続となる本塁打王を獲得、20盗塁も記録したことでウィリー・メイズ、ブレイディ・アンダーソンに次ぐ史上3人目の50本塁打-20盗塁も達成する。さらに、3年連続140打点以上も記録。これはベーブ・ルース、ルー・ゲーリッグに次ぐ史上3人目の快挙である。しかし、ナリーグでマーク・マグワイアが70本、サミー・ソーサが66本と本塁打のシーズンを記録を更新したため注目されなかった。ただ、このシーズンで最多本塁打を記録する可能性があるとして注目されていたのは、7月まではマグワイアとジュニアの2人であった。しかしジュニアは7月に大きく失速し、ソーサに水をあけられた形となった。
1999年はオールスターゲームの本塁打競争で2年連続3度目の優勝を果たした。シーズンでは48本塁打を記録し、3年連続4度目の本塁打王、自己最多の24盗塁を記録。オフには10年連続となるゴールドグラブ賞、7度目のシルバースラッガー賞を獲得した。さらにMLBオールセンチュリー・チームにも選出された。
オフに家族が暮らすフロリダからはシアトルが遠いということを理由に、マリナーズが提示した8年総額1億3500万ドルの契約を拒否しトレードを志願。トレード交渉は難航し、一時球団間ではニューヨーク・メッツとのトレードが決まりかけたが、グリフィー自身が拒否。年が明けても移籍先は決まらず、結局マリナーズ残留かに思われたが、ファンから脅迫状が届いた事からメンタル的に残留は不可能とし、交渉が再開。

### レッズ時代
2000年2月にかつて父が所属したレッズと1対4のトレードが成立し、9年総額1億1650万ドルで契約した。背番号はマリナーズ時代の『24』から父が現役時代に付けていた『30』に変更した。

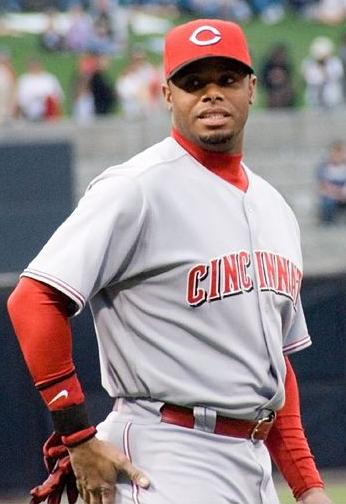
レッズ時代（2007年）

同年4月10日のコロラド・ロッキーズ戦で当時史上最年少の30歳4か月での通算400本塁打を達成した 。オールスターゲームに選出されたが、出場機会はなかった。9月中旬に足を痛め離脱。最終的に打率.271、40本塁打、118打点という成績だった。レッズの地元シンシナティでは観客動員が2,061,222人から2,577,371人へ50万人以上増加した。
2001年はスプリングトレーニングで足を痛め開幕から出遅れ、111試合の出場に終わった。デビュー年以来となるオールスターゲームに出場できなかったが、8月に11本塁打を量産した。
2002年は4月8日から5月23日と6月25日から7月21日の2回故障者リスト入りをした影響で、わずか70試合の出場に終わった。197打席で8本塁打と全盛期の姿とは程遠かった。6月18日には通算2000本安打を達成している。オフの11月29日にサンディエゴ・パドレスとのトレードが合意に達したが、トレード相手のフィル・ネビンがノートレード条項を行使したため実現しなかった。
2003年は開幕直後に右肩を脱臼するなど、53試合の出場。5試合連続本塁打を放つなど長打力はやや回復したが、打率は.247とガタ落ちだった。
2004年は開幕戦でマダックスから本塁打を記録した。4月は3本塁打に終わったが、5月に10本塁打を記録し、6月20日の父の日にセントルイス・カージナルス戦で史上20人目となる通算500本塁打を達成した。オールスターゲームにも4年ぶりに選出された。また、スポーツ・イラストレイテッド紙の表紙を飾った。しかし、オールスター前に右足の腱を痛め、オールスターは辞退した。その後、復帰試合で腱が断裂、シーズンを棒に振り、83試合の出場で終わる。この年の手術でアスリートとしては前代未聞の右足に3本のボルトを入れることになった。
2005年は4月30日のブルワーズ戦まで本塁打はなかったが、それ以降は本塁打を12.03打席に1本のペースで量産。右足の
踵を痛め9月4日を最後にシーズンを終えた。最終的に128試合で打率.301、35本塁打、92打点の好成績を残した。オフにはカムバック賞を受賞。また、背番号を30から息子たちの数と同じ3に変更した。
2006年はシーズン開幕前の3月に開催された第1回ワールド・ベースボール・クラシック（WBC）のアメリカ代表に選出された。この大会では、優勝こそ果たせなかったが、打率.524、3本塁打、10打点と大活躍し大会のベストナインに選ばれた。
シーズンでは、4月5日に通算本塁打でマントルを抜いたが、8試合に出場した時点で右ひざの故障で約1か月離脱。復帰試合で逆転サヨナラ3ランを飾った。7月に深刻な不振を経験し、9月4日に右足人差し指を脱臼。親指も負傷するが、ホームでの最終試合で代打逆転3点本塁打を飾り、通算本塁打でレジー・ジャクソンに並んだ。
2007年からはライアン・フリールが中堅手を守り、ジュニアは右翼手へ転向した。6月22日のマリナーズ戦で、移籍以来8年ぶりに古巣の本拠地セーフコ・フィールドでプレー。グリフィーが打席に入るとシアトルのファンはスタンディング・オベーションで歓迎し、続くヒットにも大歓声、マリナーズの投手が牽制球を投じるとブーイングが起こるという有様だった。7月11日には通算587号本塁打を放ち、フランク・ロビンソンを抜き、通算本塁打で歴代単独6位となった。
2008年5月31日に通算599号本塁打を打った後ハンク・アーロンとウィリー・メイズから「野球を楽しんでもっともっと打ち続けなさい」と激励の電話をもらい、ナーバスになっていた気持ちが楽になり、6月9日、フロリダ・マーリンズ戦で右越えに2ランを放ち、史上6人目となる通算600本塁打を達成した。しかし、契約最終年であること、ジェイ・ブルースの成長もあり、レッズでのプレイが同年限りとみられるようになった。 

### ホワイトソックス時代

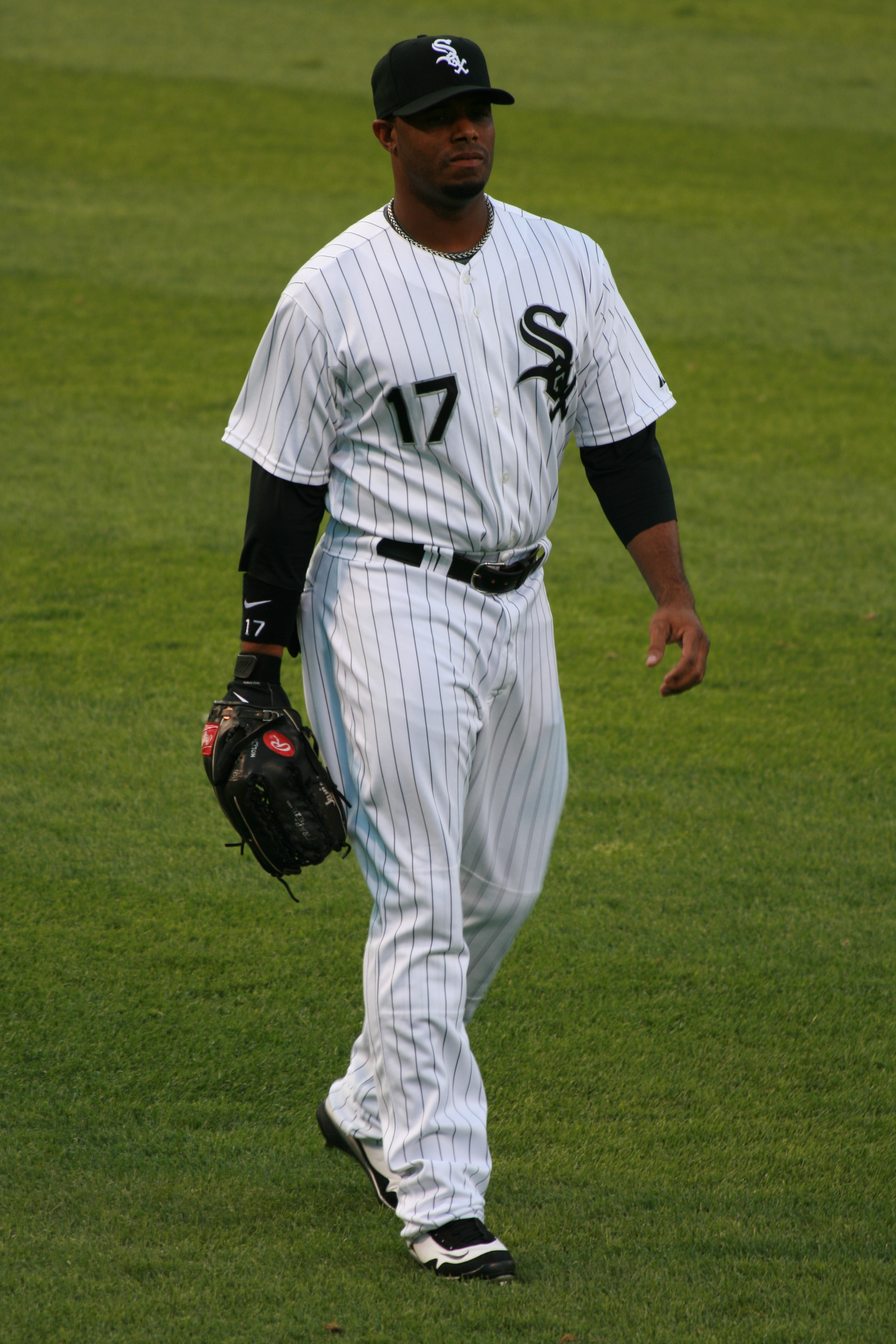
ホワイトソックス時代（2008年）

2008年7月31日、トレード期限最終日にシカゴ・ホワイトソックスが残りの年俸と来シーズンのオプション破棄代半分を負担し、ニック・マセット、ダニー・リチャーとの交換トレードが成立。グリフィーは拒否権を行使しなかったため、ホワイトソックスへ移籍した。
移籍後は、8月20日に通算609本目となる本塁打を記録し、通算本塁打で歴代5位のサミー・ソーサに並んだ。9月23日、ミネソタ・ツインズ戦で通算610本目を放ち、歴代単独5位に浮上した。

### マリナーズ復帰
2009年に古巣のマリナーズに復帰。
同年は、指名打者として出場し、通算本塁打数を630まで伸ばした。
2010年は、成績が低迷。その上、試合中に居眠りをしていたと無作法を報道されるなど、試練の続くシーズンとなった。同年6月2日に現役引退を発表し、22年間にわたるキャリアに終止符を打った。

### 引退後
引退後の2011年2月、マリナーズの特別コンサルタントに就任した。同年10月23日、現役時代の活躍が評価され、コミッショナー特別表彰を受賞。その際に当時のMLBコミッショナーであるバド・セリグは、「シアトルとシンシナティだけでなく、世界に於ける最高の野球大使です。」とグリフィーを賞賛した。
2016年1月6日、史上最高得票率の99.3%でアメリカ野球殿堂入りした。史上初のMLBドラフト全体1位指名選手の殿堂入りとなり、同時に殿堂入りしたマイク・ピアッツァとの順位差（ピアッツァはドジャースの62巡目、全体で1389番目の指名だった）は歴代の殿堂入り選手の中でも最も開いていた。WBC代表選手の殿堂入りとしても初である。選出されたグリフィーは、「優秀な選手だけが許される中に入ることができて、本当にうれしい。最高の栄誉だ。（得票率が史上最高というのは）衝撃的だし、こんなに獲得できるとは思っていなかった」と喜びのコメントを出した。同日、シアトルのシンボル的建物スペースニードルには、グリフィーの殿堂入りを祝して、マリナーズ時代の背番号『24』のフラッグ（旗）が掲げられた。

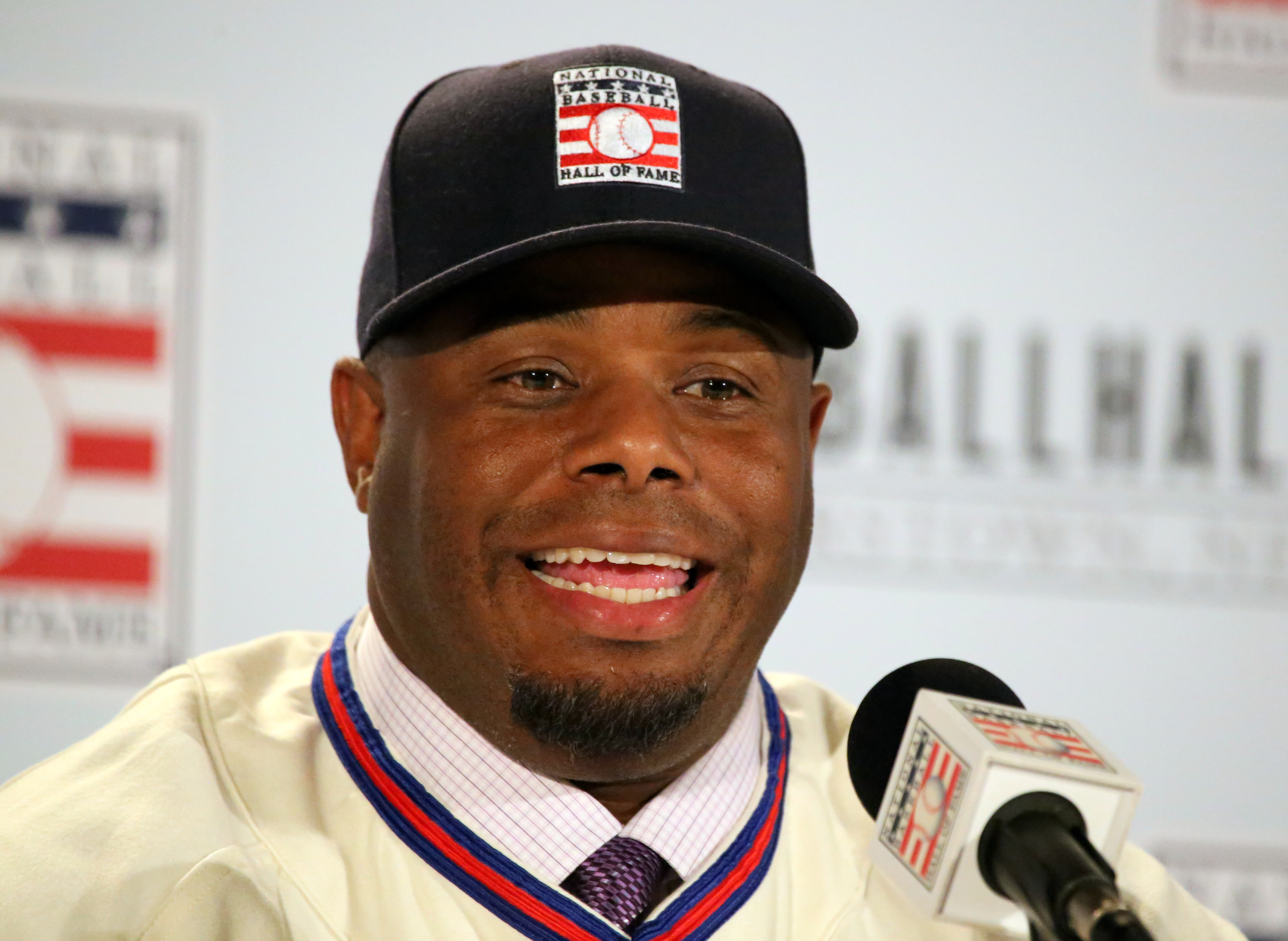
殿堂入り時の記者会見にて（2016年1月7日）

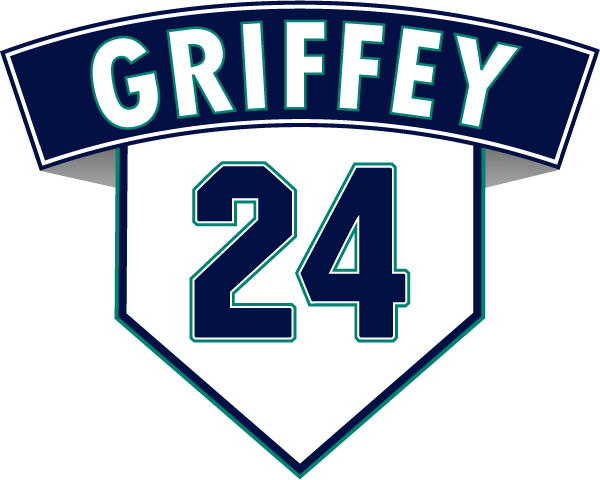
グリフィーのマリナーズ在籍時の背番号「24」。
シアトル・マリナーズの永久欠番に2016年指定。

また、1月8日に、古巣マリナーズはグリフィーの背番号『24』を永久欠番に指定することを発表した。4月8日、マリナーズの本拠地セーフコ・フィールドでの開幕戦となったオークランド・アスレチックス戦の試合前の始球式を務めた。
2021年1月29日に、マリナーズのコミッショナー付シニアアドバイザーに就任した。野球運営部門の相談役を務めるほか、ユースなど若手育成事業に携わる。
2024年3月20日と21日にMLB史上初となる韓国のソウルでロサンゼルス・ドジャースとサンディエゴ・パドレスが開催した開幕戦には写真家として帯同。21日の試合では始球式にも登場している。

## 選手としての特徴
全盛期はMLBを代表する走攻守揃った5ツールプレイヤーとして君臨した。
1990年代には4度の本塁打王、7度のシルバースラッガー賞を獲得。1997年にはMVPも獲得している。中堅手としての守備もMLB最高レベルであり、ゴールドグラブ賞を1990年から1999年まで10年連続で受賞。1999年当時に集計されたMLBオールセンチュリー・チームでは、現役選手で唯一選出され、ウィリー・メイズに次ぐオールラウンダーという評価をされていた。マリナーズ時代の監督であるルー・ピネラは「彼は私にとって最高の選手だった」と賛辞を贈っている。しかし長年人工芝の本拠地で走り回っていたため、レッズ移籍後は相次ぐ下半身の重大な故障に苦しみ、走攻守で大きくパフォーマンスが低下してしまった。ホワイトソックス移籍を経てマリナーズへの復帰後は、レッズ時代から慢性的に痛めていた膝の手術を受けたこともあって、主に指名打者として出場していた。
多くのスラッガーがステロイド剤に手を染め、のちに「ステロイド時代」と呼ばれるようになった時期に、ステロイド疑惑とは無縁のまま、若手時代は人工芝で強打・好守の中堅手として活躍し、30代以降も膝などの故障に苦しみながら600本以上の本塁打を残したグリフィーを賞賛する声は大きい。メジャーリーガーの薬物使用についての暴露本を出版したホセ・カンセコでさえ、「彼のようなクリーンな男はいない」「彼は常にクリーンだった」と褒め称えたほどである。アメリカ野球殿堂入りを果たした際の特集でも、ステロイドを使用する選手が多かった時代に薬物疑惑と無縁だったことが改めて紹介されていた。
1990年代のMLBを代表する選手であり、グリフィーに憧れて育った現役メジャーリーガーは非常に多い。特にアフリカ系アメリカ人の選手からの支持は絶大で、CC・サバシア、カーティス・グランダーソン、ミルトン・ブラッドリー、バーノン・ウェルズ、デナード・スパン、アンドリュー・マカッチェン、キャメロン・メイビンらのように、多くの選手がグリフィーに憧れて育ったことを公言している。オーランド・ハドソン曰く、アフリカ系アメリカ人にとって、グリフィーは「野球界のマイケル・ジョーダン」的な存在であるという。
力感がなく滑らかなスウィングから「MLB史上最も美しいバッティングフォーム」と称され、ナイキのグリフィーJr.シグネチャーモデルシリーズのロゴマークにはグリフィーのバッティングフォームのシルエットが採用されている。

## 人物
いたずらっ子のようなルックスと気さくな性格で地元シアトルでは絶大な人気を誇る。ホワイトソックス在籍中の2008年後半にESPNが実施した「マリナーズの歴史上で最も偉大な選手は誰?」というアンケート調査においては、2位のエドガー・マルティネス、3位のイチロー、4位のアレックス・ロドリゲス、5位のランディ・ジョンソンらに圧倒的な差を付けて1位に選出された。マリナーズのチャック・アームストロング球団社長は、グリフィーの引退の際、「セーフコ・フィールドはグリフィーが建てた家だ。彼は真の意味でこの球団の魂であり、彼の貢献がなければこの球場やチームそのものが存在しなかったのではないか」と語っている。
グリフィーはインタビューにて、「シアトルのファンとの間に特別な関係が生まれたのに気づいたのはいつだったか?」という質問に対し、「19歳の時、自分はまだ若僧で、毎日大勢のファンが応援しに来てくれたが、そのありがたさを理解していなかった。19歳の自分には、子供を連れて野球を見に行く35歳の男性の気持ちなど、分からなかった。だが、それを理解していたチームメートもいて、自分に気付かせてくれた。年を重ねるにつれ、ファンと選手の関係というものも理解できるようになった。長年プレーすると、地元の一員になる。そういうことに気付いたのは20歳か21歳の時だった」と振り返っている。
イチローの憧れの選手として有名である。イチローは1995年オフにテレビ番組の企画でグリフィーと初対面し、2009年にはチームメイトとして憧れのグリフィーと同じユニフォームを着ることになった。イチローは9年連続200安打達成の際のインタビューで、「ジュニアの存在は計り知れない」とグリフィーに感謝を示すと共に、「シアトルの天然記念物に指定すべきだね。みんなで守っていかないといけないと思いますね」と語った。普段からグリフィーとイチローは仲が良く、じゃれ合っている映像がTV放送でよく見られた。また、グリフィーの日課はイチローをくすぐることだという。グリフィー曰く、そうするとヒットをよく打つからであり、2009年のイチローの27試合連続安打のときには毎日くすぐらなければならなかったので大変だったという。
イタズラ好きで、次のような逸話がある。1995年春キャンプにて、ルー・ピネラ監督と打撃練習の際に「ステーキディナー」をご馳走する賭けを行い、ピネラが勝った。するとグリフィーは監督が不在の間に、キャンプ地の監督室に牛1頭を運び込み、放置するという行動を起こした。異臭が充満している監督室に戻ったピネラは地団駄を踏み、帽子を投げ、顔を真っ赤にして悔しがったという。
性格に関しては2001年にレッズ時代のチームメイトだったポーキー・リースやドミトリー・ヤングに「自己中心的なスター気取りの男」「チームメイトを見下している」と言われたことがある（但し2人とも同年限りでレッズを出ることが決まった後にした発言であり、スーパースターであったグリフィーに対するやっかみだったという向きもある）。一方でイチローは、「ジュニアみたいな立場になると、人の気持ちや痛みを感じようとすることは難しい。でも、ジュニアはそれを兼ね備えている。そこに僕は一番感銘を受けた」という旨のことを語っており、グリフィーが引退した際には、「人の心の痛みが良く分かる人だった。僕の中では、守られているという意識がすごく大きかった」と述べている。2005年8月4日のアトランタ・ブレーブス戦の試合中では、6歳の孫と観戦していた観客が急に倒れたため、残された男の子はその後グリフィーの配慮で警備員に付き添われ、レッズのブルペンのベンチで試合を観戦。試合後、グリフィーは男の子を抱きかかえてハイファイブに参加し、他の選手たちと共にグッズを贈った。グリフィーは祖父を心臓発作で亡くしており、「僕たちはプレーしているだけ。彼が経験してきたことには比べ物にならない。あの子を一人ぼっちにしないことが大切だった」とコメントした。
現役時代、グリフィーはよく笑顔を見せていたが、これについて、「スポーツ選手なら勝ちたい。野球が好きだからやってるのだが、プレーするのは勝つためにだ。だが、簡単なことではない。僕は負けるのが嫌い。負けたくない。負けは受け入れられない。自分の子供たちにも、勝たせてやるのではなく、自分の力で勝てと言っている。僕はよく笑顔を見せる。それで、負けても悔しくないのだろうと勘違いされる。心の中は相手を完全に打ちのめしたいという闘争心でメラメラだが、それは見せたくない。動揺したり、焦りを見せれば、そこにつけ込まれる。だから若い頃から感情は見せないようにしてきた。見せるのは笑顔だけ。笑っていれば、相手も油断する。怒りや動揺を見せれば、相手を調子に乗らせてしまう」と語っており、「球審も同じだ。ストライクの判定に不服を示すと、次に同じボールが来た時もストライクを取られる。平気な素振りを見せれば、ストライクを取られないかもしれない。怒りを人に悟られたくない。何の得にもならないからだ。ただ、勝ちたいという気持ちは最初から変わらない。1試合も負けたくなかった。1打席も負けたくなかった。1球も（打球を）落としたくなかった。1人も走らせたくなかった」と述べている。
2016年に永久欠番に制定された背番号にちなんで、息子でアメリカンフットボール選手のトレイ・グリフィーがその年のMLBドラフトでマリナーズから24巡目で指名された。

## 家族
父はビッグレッドマシンと呼ばれたシンシナティ・レッズの一員として活躍したケン・グリフィー・シニア。2歳下の弟クレイグ・グリフィーもプロ入りしたが、メジャー昇格はできなかった。

## 自殺未遂
1988年1月、グリフィーはアスピリン約277錠を飲んで自殺を図った。家族はそれを知り、グリフィーを病院に入院させ、集中治療室に収容した。グリフィーは、自殺未遂の目的が家族間の口論、怒り、そして憂鬱から生じたものであることを認めた。グリフィーは病院に滞在中、スタッフの忠告に反して点滴治療のラインを取り外し、父親との口論は止まった。自殺未遂以来、グリフィーと父親の関係は変化し、それ以来、双方の理解は深まった。

## 詳細情報

### 年度別打撃成績
| 年 度     | 球 団     | 試 合 | 打 席 | 打 数 | 得 点 | 安 打 | 二 塁 打 | 三 塁 打 | 本 塁 打 | 塁 打 | 打 点 | 盗 塁 | 盗 塁 死 | 犠 打 | 犠 飛 | 四 球 | 敬 遠 | 死 球 | 三 振 | 併 殺 打 | 打 率 | 出 塁 率 | 長 打 率 | O P S |
| --------- | --------- | ----- | ----- | ----- | ----- | ----- | -------- | -------- | -------- | ----- | ----- | ----- | -------- | ----- | ----- | ----- | ----- | ----- | ----- | -------- | ----- | -------- | -------- | ----- |
| 1989      | SEA       | 127   | 506   | 455   | 61    | 120   | 23       | 0        | 16       | 191   | 61    | 16    | 7        | 1     | 4     | 44    | 8     | 2     | 83    | 4        | .264  | .329     | .420     | .749  |
| 1990      | SEA       | 155   | 666   | 597   | 91    | 179   | 28       | 7        | 22       | 287   | 80    | 16    | 11       | 0     | 4     | 63    | 12    | 2     | 81    | 12       | .300  | .366     | .481     | .847  |
| 1991      | SEA       | 154   | 633   | 548   | 76    | 179   | 42       | 1        | 22       | 289   | 100   | 18    | 6        | 4     | 9     | 71    | 21    | 1     | 82    | 10       | .327  | .399     | .527     | .926  |
| 1992      | SEA       | 142   | 617   | 565   | 83    | 174   | 39       | 4        | 27       | 302   | 103   | 10    | 5        | 0     | 3     | 44    | 15    | 5     | 67    | 15       | .308  | .361     | .535     | .896  |
| 1993      | SEA       | 156   | 691   | 582   | 113   | 180   | 38       | 3        | 45       | 359   | 109   | 17    | 9        | 0     | 7     | 96    | 25    | 6     | 91    | 14       | .309  | .408     | .617     | 1.025 |
| 1994      | SEA       | 111   | 493   | 433   | 94    | 140   | 24       | 4        | 40       | 292   | 90    | 11    | 3        | 0     | 2     | 56    | 19    | 2     | 73    | 9        | .323  | .402     | .674     | 1.076 |
| 1995      | SEA       | 72    | 314   | 260   | 52    | 67    | 7        | 0        | 17       | 125   | 42    | 4     | 2        | 0     | 2     | 52    | 6     | 0     | 53    | 4        | .258  | .379     | .481     | .860  |
| 1996      | SEA       | 140   | 638   | 545   | 125   | 165   | 26       | 2        | 49       | 342   | 140   | 16    | 1        | 1     | 7     | 78    | 13    | 7     | 104   | 7        | .303  | .392     | .628     | 1.020 |
| 1997      | SEA       | 157   | 704   | 608   | 125   | 185   | 34       | 3        | 56       | 393   | 147   | 15    | 4        | 0     | 12    | 76    | 23    | 8     | 121   | 12       | .304  | .382     | .646     | 1.028 |
| 1998      | SEA       | 161   | 720   | 633   | 120   | 180   | 33       | 3        | 56       | 387   | 146   | 20    | 5        | 0     | 4     | 76    | 11    | 7     | 121   | 14       | .284  | .365     | .611     | .976  |
| 1999      | SEA       | 160   | 706   | 606   | 123   | 173   | 26       | 3        | 48       | 349   | 134   | 24    | 7        | 0     | 2     | 91    | 17    | 7     | 108   | 8        | .285  | .384     | .576     | .960  |
| 2000      | CIN       | 145   | 631   | 520   | 100   | 141   | 22       | 3        | 40       | 289   | 118   | 6     | 4        | 0     | 8     | 94    | 17    | 9     | 117   | 7        | .271  | .387     | .556     | .943  |
| 2001      | CIN       | 111   | 417   | 364   | 57    | 104   | 20       | 2        | 22       | 194   | 65    | 2     | 0        | 1     | 4     | 44    | 6     | 4     | 72    | 8        | .286  | .365     | .533     | .898  |
| 2002      | CIN       | 70    | 232   | 197   | 17    | 52    | 8        | 0        | 8        | 84    | 23    | 1     | 2        | 0     | 4     | 28    | 6     | 6     | 39    | 6        | .264  | .358     | .426     | .784  |
| 2003      | CIN       | 53    | 201   | 166   | 34    | 41    | 12       | 1        | 13       | 94    | 26    | 1     | 0        | 1     | 1     | 27    | 5     | 3     | 44    | 3        | .247  | .370     | .566     | .936  |
| 2004      | CIN       | 83    | 348   | 300   | 49    | 76    | 18       | 0        | 20       | 154   | 60    | 1     | 0        | 0     | 2     | 44    | 3     | 2     | 67    | 8        | .253  | .351     | .513     | .864  |
| 2005      | CIN       | 128   | 555   | 491   | 85    | 148   | 30       | 0        | 35       | 283   | 92    | 0     | 1        | 0     | 7     | 54    | 3     | 3     | 93    | 9        | .301  | .369     | .576     | .945  |
| 2006      | CIN       | 109   | 472   | 428   | 62    | 108   | 19       | 0        | 27       | 208   | 72    | 0     | 0        | 0     | 3     | 39    | 6     | 2     | 78    | 13       | .252  | .316     | .486     | .802  |
| 2007      | CIN       | 144   | 623   | 528   | 78    | 146   | 24       | 1        | 30       | 262   | 93    | 6     | 1        | 0     | 9     | 85    | 14    | 1     | 99    | 14       | .277  | .372     | .496     | .868  |
| 2008      | CIN       | 102   | 425   | 359   | 51    | 88    | 20       | 1        | 15       | 155   | 53    | 0     | 1        | 0     | 3     | 61    | 13    | 2     | 64    | 7        | .245  | .355     | .432     | .787  |
| 2008      | CWS       | 41    | 150   | 131   | 16    | 34    | 10       | 0        | 3        | 53    | 18    | 0     | 0        | 0     | 1     | 17    | 1     | 1     | 25    | 6        | .260  | .347     | .405     | .752  |
| '08計     | CWS       | 143   | 575   | 490   | 67    | 122   | 30       | 1        | 18       | 208   | 71    | 0     | 1        | 0     | 4     | 78    | 14    | 3     | 89    | 13       | .249  | .353     | .424     | .777  |
| 2009      | SEA       | 117   | 454   | 387   | 44    | 83    | 19       | 0        | 19       | 159   | 57    | 0     | 0        | 0     | 3     | 63    | 2     | 1     | 80    | 6        | .214  | .324     | .411     | .735  |
| 2010      | SEA       | 33    | 108   | 98    | 6     | 18    | 2        | 0        | 0        | 20    | 7     | 0     | 0        | 0     | 1     | 9     | 0     | 0     | 17    | 3        | .184  | .250     | .204     | .454  |
| MLB：22年 | MLB：22年 | 2671  | 11304 | 9801  | 1662  | 2781  | 524      | 38       | 630      | 5271  | 1836  | 184   | 69       | 8     | 102   | 1312  | 246   | 81    | 1779  | 199      | .284  | .370     | .538     | .907  |

- 各年度の太字はリーグ最高

### 年度別守備成績
内野守備
| 年 度 | 球 団 | 一塁（1B） | 一塁（1B） | 一塁（1B） | 一塁（1B） | 一塁（1B） | 一塁（1B） |
| 年 度 | 球 団 | 試 合      | 刺 殺      | 補 殺      | 失 策      | 併 殺      | 守 備 率   |
| ----- | ----- | ---------- | ---------- | ---------- | ---------- | ---------- | ---------- |
| 1993  | SEA   | 1          | 1          | 0          | 0          | 0          | 1.000      |
| 1998  | SEA   | 1          | 0          | 0          | 0          | 0          | ----       |
| MLB   | MLB   | 2          | 1          | 0          | 0          | 0          | 1.000      |

外野守備
| 年 度 | 球 団 | 左翼（LF） | 左翼（LF） | 左翼（LF） | 左翼（LF） | 左翼（LF） | 左翼（LF） | 中堅（CF） | 中堅（CF） | 中堅（CF） | 中堅（CF） | 中堅（CF） | 中堅（CF） | 右翼（RF） | 右翼（RF） | 右翼（RF） | 右翼（RF） | 右翼（RF） | 右翼（RF） |
| 年 度 | 球 団 | 試 合      | 刺 殺      | 補 殺      | 失 策      | 併 殺      | 守 備 率   | 試 合      | 刺 殺      | 補 殺      | 失 策      | 併 殺      | 守 備 率   | 試 合      | 刺 殺      | 補 殺      | 失 策      | 併 殺      | 守 備 率   |
| ----- | ----- | ---------- | ---------- | ---------- | ---------- | ---------- | ---------- | ---------- | ---------- | ---------- | ---------- | ---------- | ---------- | ---------- | ---------- | ---------- | ---------- | ---------- | ---------- |
| 1989  | SEA   | -          | -          | -          | -          | -          | -          | 127        | 304        | 11         | 10         | 6          | .969       | -          | -          | -          | -          | -          | -          |
| 1990  | SEA   | -          | -          | -          | -          | -          | -          | 151        | 330        | 8          | 7          | 1          | .980       | -          | -          | -          | -          | -          | -          |
| 1991  | SEA   | -          | -          | -          | -          | -          | -          | 152        | 361        | 15         | 4          | 4          | .989       | -          | -          | -          | -          | -          | -          |
| 1992  | SEA   | -          | -          | -          | -          | -          | -          | 137        | 358        | 8          | 1          | 4          | .997       | -          | -          | -          | -          | -          | -          |
| 1993  | SEA   | -          | -          | -          | -          | -          | -          | 139        | 313        | 8          | 3          | 3          | .991       | -          | -          | -          | -          | -          | -          |
| 1994  | SEA   | -          | -          | -          | -          | -          | -          | 103        | 224        | 12         | 4          | 3          | .983       | 1          | 2          | 0          | 0          | 0          | 1.000      |
| 1995  | SEA   | -          | -          | -          | -          | -          | -          | 70         | 189        | 5          | 2          | 1          | .990       | -          | -          | -          | -          | -          | -          |
| 1996  | SEA   | -          | -          | -          | -          | -          | -          | 137        | 379        | 10         | 4          | 1          | .990       | -          | -          | -          | -          | -          | -          |
| 1997  | SEA   | 1          | 1          | 0          | 0          | 0          | 1.000      | 153        | 388        | 9          | 6          | 3          | .985       | -          | -          | -          | -          | -          | -          |
| 1998  | SEA   | 1          | 0          | 0          | 0          | 0          | ----       | 158        | 412        | 11         | 5          | 3          | .988       | 1          | 1          | 0          | 0          | 0          | 1.000      |
| 1999  | SEA   | -          | -          | -          | -          | -          | -          | 158        | 386        | 10         | 9          | 5          | .978       | -          | -          | -          | -          | -          | -          |
| 2000  | CIN   | -          | -          | -          | -          | -          | -          | 141        | 376        | 9          | 5          | 3          | .987       | -          | -          | -          | -          | -          | -          |
| 2001  | CIN   | -          | -          | -          | -          | -          | -          | 90         | 195        | 1          | 3          | 0          | .985       | -          | -          | -          | -          | -          | -          |
| 2002  | CIN   | 1          | 1          | 0          | 0          | 0          | 1.000      | 54         | 94         | 4          | 3          | 1          | .970       | 1          | 1          | 0          | 0          | 0          | 1.000      |
| 2003  | CIN   | -          | -          | -          | -          | -          | -          | 43         | 89         | 3          | 1          | 0          | .989       | -          | -          | -          | -          | -          | -          |
| 2004  | CIN   | -          | -          | -          | -          | -          | -          | 76         | 173        | 4          | 1          | 1          | .994       | 1          | 0          | 0          | 0          | 0          | ----       |
| 2005  | CIN   | -          | -          | -          | -          | -          | -          | 124        | 285        | 6          | 3          | 1          | .990       | -          | -          | -          | -          | -          | -          |
| 2006  | CIN   | -          | -          | -          | -          | -          | -          | 100        | 229        | 6          | 5          | 0          | .979       | -          | -          | -          | -          | -          | -          |
| 2007  | CIN   | -          | -          | -          | -          | -          | -          | -          | -          | -          | -          | -          | -          | 133        | 291        | 5          | 8          | 2          | .974       |
| 2008  | CIN   | -          | -          | -          | -          | -          | -          | -          | -          | -          | -          | -          | -          | 90         | 156        | 7          | 5          | 0          | .970       |
| 2008  | CWS   | -          | -          | -          | -          | -          | -          | 32         | 62         | 1          | 0          | 1          | 1.000      | 1          | 1          | 0          | 0          | 0          | 1.000      |
| '08計 | CWS   | -          | -          | -          | -          | -          | -          | 32         | 62         | 1          | 0          | 1          | 1.000      | 91         | 157        | 7          | 5          | 0          | .970       |
| 2009  | SEA   | 8          | 9          | 0          | 0          | 0          | 1.000      | -          | -          | -          | -          | -          | -          | 3          | 4          | 0          | 0          | 0          | 1.000      |
| MLB   | MLB   | 11         | 11         | 0          | 0          | 0          | 1.000      | 2145       | 5147       | 141        | 76         | 41         | .986       | 231        | 456        | 12         | 13         | 2          | .973       |

- 各年度の太字はリーグ最高
- 各年度の太字年はゴールドグラブ賞受賞

### タイトル
- 本塁打王：4回（1994年、1997年 - 1999年）
- 打点王：1回（1997年）

### 表彰
MLB
- シーズンMVP：1回（1997年）
- シルバースラッガー賞（外野手部門）：7回（1991年、1993年、1994年、1996年 - 1999年）
- ゴールドグラブ賞（外野手部門）：10回（1990年 - 1999年）
- アメリカンリーグ月間MVP：2回（1990年4月、1997年4月）
- アメリカンリーグ週間MVP：8回
- ナショナルリーグ週間MVP：1回
- MLBオールスターゲームMVP：1回（1992年）
- シアトル・マリナーズ球団MVP：6回（1990年、1991年、1993年、1997年 - 1999年）
- カムバック賞：1回（2005年）
- コミッショナー特別表彰（2011年）
- プレイヤーズ・チョイス・アワード
  - アメリカンリーグ最優秀選手：1回（1997年）
  - ナショナルリーグカムバック選手：1回（2005年）
  - 1990年代最優秀選手（1999年）
- Sporting News
  - Major League Player of the Year（1997年）
  - National League Comeback Player of the Year（2005年）
  - American League all-star team（1991年、1993年、1994年、1996年 - 1999年）
  - National League all-star team（2005年）
- Associated Press
  - All-Star Award：5回（1991年、1994年、1996年、1998年 - 1999年）
- オールスターHRダービー優勝：3回（1994年、1998、1999年）
- MLBオールセンチュリー・チーム選出 外野手（1999年）
- DHLホームタウン・ヒーローズ選出（2006年）
- オールタイム・ゴールドグラブチーム 外野手（2007年）

国際大会
- 2006 ワールド・ベースボール・クラシック ベストナイン

### 記録
- MLBオールスターゲーム選出：13回（1990年 - 2000年、2004年、2007年）
- オールスターファン投票1位：5回 ※史上最多
- オールスター史上年間最多得票：6,079,688票（1994年）
- オールスター史上通算最多得票：50,044,803票
- 通算満塁本塁打：15
- 親子での連続打席本塁打：1990年9月14日 ※史上初
- 通算350号・400号・450号本塁打到達年齢 ※達成当時すべて史上最年少。のちにアレックス・ロドリゲスによって3つすべてを更新された
- MLB記録
  - 連続試合本塁打：8（1993年7月20日 - 7月28日）※史上3人目
  - 年間20盗塁選手の本塁打数：56（1998年）
  - 通算開幕戦本塁打：8 ※フランク・ロビンソン、アダム・ダンと並びタイ記録

- アメリカンリーグ記録
  - ゴールドグラブ賞：10回（1990年 - 1999年）※外野手タイ記録

- シアトル・マリナーズ球団記録
  - 球団歴代1位
    - 通算本塁打：417
    - 通算敬遠：172
    - 通算補殺：108
    - シーズン本塁打：56（1997年、1998年）
    - シーズン打点：147（1997年）
    - シーズン塁打：393（1997年）
    - シーズン長打数：93（1997年）
    - シーズン長打率：.674（1994年）

  - 球団歴代2位
    - 通算試合：1685
    - 通算得点：1113
    - 通算二塁打：341
    - 通算打点：1216
    - 通算塁打：3495
    - 通算長打：788
    - 通算四球：819
    - 通算犠飛：60
    - 通算出塁：2710
    - 通算長打率：.553
    - 通算RC：1339
    - シーズン敬遠：23（1993年）
    - シーズンOPS：1.076（1994年）

### 背番号
- 24（1989年 - 1999年、2009年 - 2010年）※シアトル・マリナーズの永久欠番
- 30（2000年 - 2005年）
- 3（2006年 - 2008年7月30日）
- 17（2008年7月31日 - 同年終了）

### 代表歴
- 2006 ワールド・ベースボール・クラシック・アメリカ合衆国代表